# Analila
Analila est une commune urbaine malgache située dans la partie nord-est de la région de Sofia.